# Masters of Formula 3 2009

De Tango Masters of Formula 3 2009 is de negentiende editie van de Masters of Formula 3. De race, waarin Formule 3 teams uit verschillende Europese kampioenschappen tegen elkaar uitkomen, werd verreden op 14 juni 2009 op het Circuit Park Zandvoort. De race keerde hiermee na twee jaar terug van het Circuit Zolder.
De race werd gewonnen door Valtteri Bottas. Bottas won voor landgenoot Mika Mäki en Stefano Coletti.

## Inschrijvingen
| Team                       | No | Rijder                | Chassis | Motor       | Kampioenschap        |
| -------------------------- | -- | --------------------- | ------- | ----------- | -------------------- |
| ART Grand Prix             | 1  | Jules Bianchi         | Dallara | Mercedes    | Formule 3 Euroseries |
| ART Grand Prix             | 2  | Valtteri Bottas       | Dallara | Mercedes    | Formule 3 Euroseries |
| ART Grand Prix             | 3  | Esteban Gutiérrez     | Dallara | Mercedes    | Formule 3 Euroseries |
| ART Grand Prix             | 4  | Adrien Tambay         | Dallara | Mercedes    | Formule 3 Euroseries |
| Carlin Motorsport          | 5  | Laurens Vanthoor      | Dallara | Volkswagen  | Duitse Formule 3     |
| Carlin Motorsport          | 6  | Daniel Ricciardo      | Dallara | Volkswagen  | Britse Formule 3     |
| Carlin Motorsport          | 7  | Henry Arundel         | Dallara | Volkswagen  | Britse Formule 3     |
| Carlin Motorsport          | 8  | Max Chilton           | Dallara | Volkswagen  | Britse Formule 3     |
| Carlin Motorsport          | 9  | Samuele Buttarelli    | Dallara | Volkswagen  | Europese F3 Open     |
| Carlin Motorsport          | 10 | Jake Rosenzweig       | Dallara | Volkswagen  | Formule 3 Euroseries |
| Prema Powerteam            | 11 | Stefano Coletti       | Dallara | Mercedes    | Formule 3 Euroseries |
| Prema Powerteam            | 12 | Matteo Chinosi        | Dallara | Mercedes    | Formule 3 Euroseries |
| Prema Powerteam            | 14 | Basil Shaaban         | Dallara | Mercedes    | Formule 3 Euroseries |
| Fortec Motorsport          | 15 | Víctor García         | Dallara | Mercedes    | Britse Formule 3     |
| Fortec Motorsport          | 16 | Riki Christodoulou    | Dallara | Mercedes    | Britse Formule 3     |
| Signature-Plus             | 17 | Jean Karl Vernay      | Dallara | Volkswagen  | Formule 3 Euroseries |
| Signature-Plus             | 18 | Mika Mäki             | Dallara | Volkswagen  | Formule 3 Euroseries |
| Signature-Plus             | 19 | Tiago Geronimi        | Dallara | Volkswagen  | Formule 3 Euroseries |
| Hitech Racing              | 21 | Renger van der Zande  | Dallara | Mercedes    | Britse Formule 3     |
| Hitech Racing              | 22 | Walter Grubmüller     | Dallara | Mercedes    | Britse Formule 3     |
| Manor Motorsport           | 23 | Roberto Merhi         | Dallara | Mercedes    | Formule 3 Euroseries |
| Manor Motorsport           | 24 | Pedro Enrique         | Dallara | Mercedes    | Formule 3 Euroseries |
| Manor Motorsport           | 25 | César Ramos           | Dallara | Mercedes    | Formule 3 Euroseries |
| Manor Motorsport           | 26 | Francesco Castellacci | Dallara | Mercedes    | Italiaanse Formule 3 |
| Räikkönen Robertson Racing | 27 | Daisuke Nakajima      | Dallara | Mercedes    | Britse Formule 3     |
| Räikkönen Robertson Racing | 28 | Carlos Huertas        | Dallara | Mercedes    | Britse Formule 3     |
| Mücke Motorsport           | 29 | Sam Bird              | Dallara | Mercedes    | Formule 3 Euroseries |
| Mücke Motorsport           | 30 | Christian Vietoris    | Dallara | Mercedes    | Formule 3 Euroseries |
| Mücke Motorsport           | 31 | Alexander Sims        | Dallara | Mercedes    | Formule 3 Euroseries |
| Mücke Motorsport           | 32 | Marco Wittmann        | Dallara | Mercedes    | Formule 3 Euroseries |
| Motopark Academy           | 33 | Christopher Zanella   | Dallara | Mercedes    | Formule 3 Euroseries |
| Motopark Academy           | 34 | Atte Mustonen         | Dallara | Mercedes    | Formule 3 Euroseries |
| SG Formula                 | 35 | Alexandre Marsoin     | Dallara | Mercedes    | Formule 3 Euroseries |
| SG Formula                 | 36 | Henkie Waldschmidt    | Dallara | Mercedes    | Formule 3 Euroseries |
| SG Formula                 | 37 | Andrea Caldarelli     | Dallara | Mercedes    | Formule 3 Euroseries |
| BVM - Target Racing        | 43 | Daniel Zampieri       | Dallara | Mugen-Honda | Italiaanse Formule 3 |

## Kwalificatie

### Kwalificatie 1
Rijders door naar Groep A in groen

#### Oneven nummers
| Pos | No | Rijder               | Team                       | Tijd     |
| --- | -- | -------------------- | -------------------------- | -------- |
| 1   | 23 | Roberto Merhi        | Manor Motorsport           | 1:31.094 |
| 2   | 21 | Renger van der Zande | Hitech Racing              | 1.31.218 |
| 3   | 1  | Jules Bianchi        | ART Grand Prix             | 1.31.333 |
| 4   | 17 | Jean Karl Vernay     | Signature-Plus             | 1.31.343 |
| 5   | 31 | Alexander Sims       | Mücke Motorsport           | 1:31.580 |
| 6   | 29 | Sam Bird             | Mücke Motorsport           | 1:31.680 |
| 7   | 11 | Stefano Coletti      | Prema Powerteam            | 1:31.858 |
| 8   | 3  | Adrien Tambay        | ART Grand Prix             | 1:32.075 |
| 9   | 33 | Christopher Zanella  | Motopark Academy           | 1:32.256 |
| 10  | 5  | Laurens Vanthoor     | Carlin Motorsport          | 1:32.609 |
| 11  | 43 | Daniel Zampieri      | BVM - Target Racing        | 1:32.652 |
| 12  | 27 | Daisuke Nakajima     | Räikkönen Robertson Racing | 1:32.796 |
| 13  | 37 | Andrea Caldarelli    | SG Formula                 | 1:32.800 |
| 14  | 15 | Víctor García        | Fortec Motorsport          | 1:32.874 |
| 15  | 7  | Henry Arundel        | Carlin Motorsport          | 1:33.249 |
| 16  | 25 | César Ramos          | Manor Motorsport           | 1:33.308 |
| 17  | 35 | Alexandre Marsoin    | SG Formula                 | 1:33.795 |
| 18  | 9  | Samuele Buttarelli   | Carlin Motorsport          | 1:34.111 |

#### Even nummers
| Pos | No | Rijder                | Team                       | Tijd     |
| --- | -- | --------------------- | -------------------------- | -------- |
| 1   | 18 | Mika Mäki             | Signature-Plus             | 1:31.444 |
| 2   | 30 | Christian Vietoris    | Mücke Motorsport           | 1:31.522 |
| 3   | 2  | Valtteri Bottas       | ART Grand Prix             | 1:31.662 |
| 4   | 6  | Daniel Ricciardo      | Carlin Motorsport          | 1:31.771 |
| 5   | 36 | Henkie Waldschmidt    | SG Formula                 | 1:32.044 |
| 6   | 34 | Atte Mustonen         | Motopark Academy           | 1:32.294 |
| 7   | 14 | Basil Shaaban         | Prema Powerteam            | 1:32.314 |
| 8   | 12 | Matteo Chinosi        | Prema Powerteam            | 1:32.351 |
| 9   | 20 | Tiago Geronimi        | Signature                  | 1:32.395 |
| 10  | 28 | Carlos Huertas        | Räikkönen Robertson Racing | 1:32.473 |
| 11  | 22 | Walter Grubmüller     | Hitech Racing              | 1:32.627 |
| 12  | 8  | Max Chilton           | Carlin Motorsport          | 1:32.631 |
| 13  | 26 | Francesco Castellacci | Manor Motorsport           | 1:32.652 |
| 14  | 4  | Esteban Gutiérrez     | ART Grand Prix             | 1:32.687 |
| 15  | 32 | Marco Wittmann        | Mücke Motorsport           | 1:32.708 |
| 16  | 10 | Jake Rosenzweig       | Carlin Motorsport          | 1:32.811 |
| 17  | 16 | Riki Christodoulou    | Fortec Motorsport          | 1:32.909 |
| 18  | 24 | Pedro Enrique         | Manor Motorsport           | 1:32.927 |

### Kwalificatie 2

#### Groep A
| Pos | No | Rijder               | Team              | Tijd     |
| --- | -- | -------------------- | ----------------- | -------- |
| 1   | 1  | Jules Bianchi        | ART Grand Prix    | 1:31.143 |
| 2   | 2  | Valtteri Bottas      | ART Grand Prix    | 1:31.175 |
| 3   | 18 | Mika Mäki            | Signature-Plus    | 1:31.462 |
| 4   | 23 | Roberto Merhi        | Manor Motorsport  | 1:31.538 |
| 5   | 11 | Stefano Coletti      | Prema Powerteam   | 1:31.557 |
| 6   | 17 | Jean Karl Vernay     | Signature-Plus    | 1:31.806 |
| 7   | 30 | Christian Vietoris   | Mücke Motorsport  | 1:31.818 |
| 8   | 31 | Alexander Sims       | Mücke Motorsport  | 1:31.863 |
| 9   | 21 | Renger van der Zande | Hitech Racing     | 1:32.035 |
| 10  | 36 | Henkie Waldschmidt   | SG Formula        | 1:32.051 |
| 11  | 20 | Tiago Geronimi       | Signature-Plus    | 1:32.121 |
| 12  | 29 | Sam Bird             | Mücke Motorsport  | 1:32.326 |
| 13  | 6  | Daniel Ricciardo     | Carlin Motorsport | 1:32.449 |
| 14  | 33 | Christopher Zanella  | Motopark Academy  | 1:32.489 |
| 15  | 3  | Adrien Tambay        | ART Grand Prix    | 1:32.497 |
| 16  | 34 | Atte Mustonen        | Motopark Academy  | 1:32.518 |
| 17  | 14 | Basil Shaaban        | Prema Powerteam   | 1:32.709 |
| 18  | 12 | Matteo Chinosi       | Prema Powerteam   | 1:33.119 |

#### Groep B
| Pos | No | Rijder                | Team                       | Tijd     |
| --- | -- | --------------------- | -------------------------- | -------- |
| 1   | 32 | Marco Wittmann        | Mücke Motorsport           | 1:32.869 |
| 2   | 22 | Walter Grubmüller     | Hitech Racing              | 1:32.985 |
| 3   | 28 | Carlos Huertas        | Räikkönen Robertson Racing | 1:33.002 |
| 4   | 5  | Laurens Vanthoor      | Carlin Motorsport          | 1:33.228 |
| 5   | 16 | Riki Christodoulou    | Fortec Motorsport          | 1:33.330 |
| 6   | 26 | Francesco Castellacci | Manor Motorsport           | 1:33.332 |
| 7   | 15 | Víctor García         | Fortec Motorsport          | 1:33.536 |
| 8   | 24 | Pedro Enrique         | Manor Motorsport           | 1:33.606 |
| 9   | 25 | César Ramos           | Manor Motorsport           | 1:33.614 |
| 10  | 37 | Andrea Caldarelli     | SG Formula                 | 1:33.614 |
| 11  | 27 | Daisuke Nakajima      | Räikkönen Robertson Racing | 1:33.644 |
| 12  | 43 | Daniel Zampieri       | BVM - Target Racing        | 1:33.644 |
| 13  | 8  | Max Chilton           | Carlin Motorsport          | 1:33.651 |
| 14  | 4  | Esteban Gutiérrez     | ART Grand Prix             | 1:33.723 |
| 15  | 10 | Jake Rosenzweig       | Carlin Motorsport          | 1:33.747 |
| 16  | 7  | Henry Arundel         | Carlin Motorsport          | 1:34.049 |
| 17  | 9  | Samuele Buttarelli    | Carlin Motorsport          | 1:34.177 |
| 18  | 35 | Alexandre Marsoin     | SG Formula                 | 1:34.561 |

### Startgrid
| 1  | Valtteri Bottas       | ART Grand Prix             |
| 2  | Mika Mäki             | Signature-Plus             |
| 3  | Roberto Merhi         | Manor Motorsport           |
| 4  | Stefano Coletti       | Prema Powerteam            |
| 5  | Jean Karl Vernay      | Signature-Plus             |
| 6  | Jules Bianchi         | ART Grand Prix             |
| 7  | Christian Vietoris    | Mücke Motorsport           |
| 8  | Alexander Sims        | Mücke Motorsport           |
| 9  | Renger van der Zande  | Hitech Racing              |
| 10 | Henkie Waldschmidt    | SG Formula                 |
| 11 | Tiago Geronimi        | Signature-Plus             |
| 12 | Sam Bird              | Mücke Motorsport           |
| 13 | Daniel Ricciardo      | Carlin Motorsport          |
| 14 | Christopher Zanella   | Motopark Academy           |
| 15 | Adrien Tambay         | ART Grand Prix             |
| 16 | Atte Mustonen         | Motopark Academy           |
| 17 | Basil Shaaban         | Prema Powerteam            |
| 18 | Matteo Chinosi        | Prema Powerteam            |
| 19 | Marco Wittmann        | Mücke Motorsport           |
| 20 | Walter Grubmüller     | Hitech Racing              |
| 21 | Carlos Huertas        | Räikkönen Robertson Racing |
| 22 | Laurens Vanthoor      | Carlin Motorsport          |
| 23 | Riki Christodoulou    | Fortec Motorsport          |
| 24 | Francesco Castellacci | Manor Motorsport           |
| 25 | Víctor García         | Fortec Motorsport          |
| 26 | Pedro Enrique         | Manor Motorsport           |
| 27 | César Ramos           | Manor Motorsport           |
| 28 | Andrea Caldarelli     | SG Formula                 |
| 29 | Daisuke Nakajima      | Räikkönen Robertson Racing |
| 30 | Daniel Zampieri       | BVM - Target Racing        |
| 31 | Max Chilton           | Carlin Motorsport          |
| 32 | Esteban Gutiérrez     | ART Grand Prix             |
| 33 | Jake Rosenzweig       | Carlin Motorsport          |
| 34 | Henry Arundel         | Carlin Motorsport          |
| 35 | Samuele Buttarelli    | Carlin Motorsport          |
| 36 | Alexandre Marsoin     | SG Formula                 |

## Race
| Positie | Nr. | Rijder                | Team                       | Ronden | Tijd/Verschil   | Grid |
| ------- | --- | --------------------- | -------------------------- | ------ | --------------- | ---- |
| 1       | 2   | Valtteri Bottas       | ART Grand Prix             | 25     | 39:12.544       | 1    |
| 2       | 18  | Mika Mäki             | Signature-Plus             | 25     | +2.610          | 2    |
| 3       | 11  | Stefano Coletti       | Prema Powerteam            | 25     | +18.248         | 4    |
| 4       | 1   | Jules Bianchi         | ART Grand Prix             | 25     | +18.749         | 6    |
| 5       | 31  | Alexander Sims        | Mücke Motorsport           | 25     | +28.736         | 8    |
| 6       | 21  | Renger van der Zande  | Hitech Racing              | 25     | +32.838         | 9    |
| 7       | 30  | Christian Vietoris    | Mücke Motorsport           | 25     | +33.678         | 7    |
| 8       | 29  | Sam Bird              | Mücke Motorsport           | 25     | +36.181         | 12   |
| 9       | 20  | Tiago Geronimi        | Signature-Plus             | 25     | +45.165         | 11   |
| 10      | 23  | Roberto Merhi         | Manor Motorsport           | 25     | +45.165         | 3    |
| 11      | 12  | Matteo Chinosi        | Prema Powerteam            | 25     | +55.767         | 18   |
| 12      | 14  | Basil Shaaban         | Prema Powerteam            | 25     | +56.282         | 17   |
| 13      | 33  | Christopher Zanella   | Motopark Academy           | 25     | +56.460         | 14   |
| 14      | 22  | Walter Grubmüller     | Hitech Racing              | 25     | +56.866         | 20   |
| 15      | 5   | Laurens Vanthoor      | Carlin Motorsport          | 25     | +1:00.630       | 22   |
| 16      | 16  | Riki Christodoulou    | Fortec Motorsport          | 25     | +1:03.061       | 23   |
| 17      | 4   | Esteban Gutiérrez     | ART Grand Prix             | 25     | +1:03.224       | 32   |
| 18      | 28  | Carlos Huertas        | Räikkönen Robertson Racing | 25     | +1:17.408       | 21   |
| 19      | 27  | Daisuke Nakajima      | Räikkönen Robertson Racing | 25     | +1:22.465       | 29   |
| 20      | 24  | Pedro Enrique         | Manor Motorsport           | 25     | +1:23.729       | 26   |
| 21      | 43  | Daniel Zampieri       | BVM - Target Racing        | 25     | +1:24.976       | 30   |
| 22      | 15  | Víctor García         | Fortec Motorsport          | 25     | +1:25.128       | 25   |
| 23      | 37  | Andrea Caldarelli     | SG Formula                 | 25     | +1:25.486       | 28   |
| 24      | 8   | Max Chilton           | Carlin Motorsport          | 25     | +1:25.783       | 31   |
| 25      | 7   | Henry Arundel         | Carlin Motorsport          | 25     | +1:26.801       | 34   |
| 26      | 32  | Marco Wittmann        | Mücke Motorsport           | 25     | +1:27.014       | 19   |
| 27      | 35  | Alexandre Marsoin     | SG Formula                 | 25     | +1:27.691       | 36   |
| 28      | 25  | César Ramos           | Manor Motorsport           | 25     | +1:28.235       | 27   |
| 29      | 10  | Jake Rosenzweig       | Carlin Motorsport          | 25     | +1:28.738       | 33   |
| 30      | 26  | Francesco Castellacci | Manor Motorsport           | 25     | +1:29.552       | 24   |
| 31      | 9   | Samuele Buttarelli    | Carlin Motorsport          | 25     | +1:32.488       | 35   |
| DNF     | 3   | Adrien Tambay         | ART Grand Prix             | 13     | Spin            | 15   |
| DNF     | 17  | Jean Karl Vernay      | Signature-Plus             | 9      | Ongeluk         | 5    |
| DNF     | 36  | Henkie Waldschmidt    | SG Formula                 | 9      | Ongeluk         | 10   |
| DNF     | 34  | Atte Mustonen         | Motopark Academy           | 9      | Versnellingsbak | 16   |
| DNF     | 6   | Daniel Ricciardo      | Carlin Motorsport          | 0      | Versnellingsbak | 13   |

1991 · 1992 · 1993 · 1994 · 1995 · 1996 · 1997 · 1998 · 1999 · 2000 · 2001 · 2002 · 2003 · 2004 · 2005 · 2006 · 2007 · 2008 · 2009 · 2010 · 2011 · 2012 · 2013 · 2014 · 2015 · 2016
Lijst van coureurs